# 脑静脉窦血栓形成
脑静脉窦血栓形成是指人類的硬脑膜静脉窦、脑静脉中存在血凝块。該疾病病發後可能會出現头痛、中风等症狀，例如面部和四肢无力以及癫痫发作。醫院一般通常通过计算机断层扫描（CT 扫描）或磁共振成像（MRI）来診斷患者是否患有此疾病。 病人確診後醫院一般讓病人服用抗凝剂 。该疾病可能因颅内压升高而复杂化，此時病人可能需要手术干预。 

## 外部鏈接
- .   [2022-04-22]. （原始内容存档于2008-05-12）.
- UCH Institute for Child Health. .   [28 October 2007]. （原始内容存档于2 February 2009）.